# Pierre Troisgros

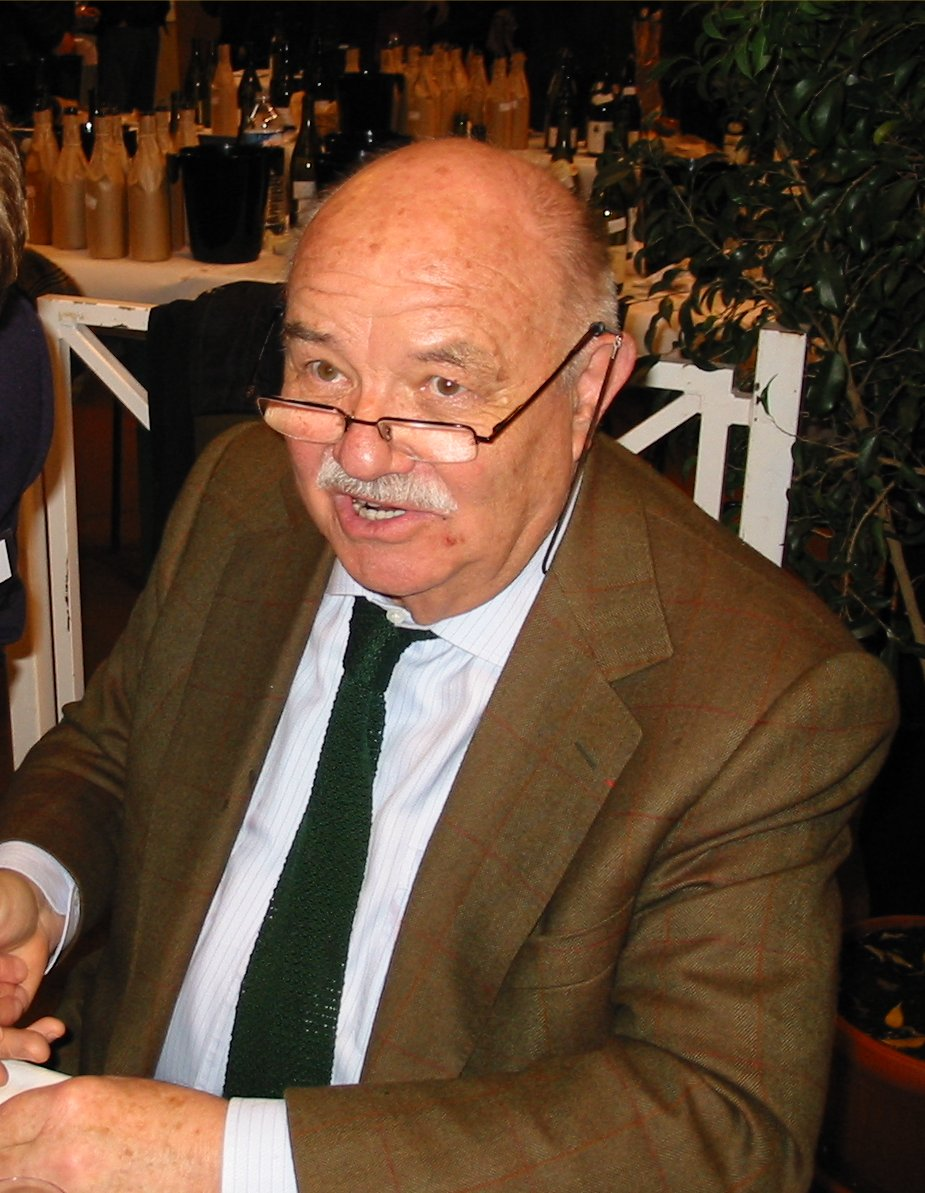
Pierre Troisgros 2006

Pierre Troisgros (* 3. September 1928 in Chalon-sur-Saône; † 23. September 2020 in Le Coteau) war ein französischer Koch und Gastronom.

## Leben
Pierre Troisgros und sein Bruder Jean (1926–1983) erhielten eine erste Kochausbildung durch ihre Mutter. Sie absolvierten eine Ausbildung bei Fernand Point und renommierten Spitzenköchen in Paris.
1953 kehrten die Brüder nach Roanne zurück. 1955 wurde der Landgasthof von Pierre und Jean Troisgros mit einem Michelinstern ausgezeichnet. Innerhalb von zehn Jahren wurde er zu einem der bekanntesten Restaurants in Frankreich.
1965, nun bekannt als Frères Troisgros, erhielt es den zweiten Michelinstern, 1968 den dritten. Als Teil einer Gruppe von Küchenchefs, die zur Nouvelle Cuisine gerechnet werden, wurden die Brüder Pierre und Jean 1972 von Kritikern des Gault Millau mit dem Titel Best Restaurant in the World geehrt.

## Publikationen
- Die einfache grosse Küche der Brüder Troisgros mit Jean Troisgros, Ullstein 1978, ISBN 978-3-550-07788-3.